# Валя-Чорій
Валя-Чорій (рум. Valea Ciorii) — село у повіті Яломіца в Румунії. Входить до складу комуни Валя-Чорій.
Село розташоване на відстані 119 км на схід від Бухареста, 22 км на північний схід від Слобозії, 105 км на північний захід від Констанци, 87 км на південний захід від Галаца.

## Населення
За даними перепису населення 2002 року у селі проживала 1141 особа, усі — румуни. Усі жителі села рідною мовою назвали румунську.